# Jeholotriton
Jeholotriton paradoxus
Genre
Espèce
Jeholotriton est un genre éteint d'amphibiens urodèles (salamandres) ayant vécu au Jurassique en Chine.
Le début du nom de genre Jeholotriton, le « triton de Jehol », fait allusion au biote de Jehol, un ensemble de faunes s'étant développé au cours du Crétacé inférieur, entre environ 133 et 120 Ma (millions d'années), dans le nord-est de la Chine et auquel Jeholotriton était supposé appartenir,. Des études ultérieures ont montré que son fossile a été découvert dans les bancs de Daohugou de la formation de Tiaojishan en Mongolie-Intérieure (Chine). L'âge de ces niveaux a ainsi été révisé drastiquement en 2012 par datations radiométriques argon-argon, à 164 ± 4 Ma à la limite Jurassique moyen - Jurassique supérieur,. 
Une seule espèce est rattachée au genre : Jeholotriton paradoxus, décrite en 2000 par Wang Huan, puis réétudiée sur des fossiles de larves en 2005 par ce même auteur et Christopher S. Rose. Ces dernières ont montré des traces fossiles de branchies externes. 

## Paléoenvironnement
Il vivait avec d'autres salamandres primitives, Chunerpeton tianyiensis, Liaoxitriton daohugouensis, Pangerpeton sinensis et Beiyanerpeton jianpingensis.

## Classification
La position phylogénétique  de Jeholotriton est très discutée, proche selon Wang et S.E. Evans en 2006 du groupe-couronne des urodèles, soit en dehors ou soit en position basale dans le clade des cryptobranchoïdes en groupe frère avec le genre Pangerpeton du même âge. En 2018, Y.-F. Rong le place parmi les salamandroïdes, également en groupe frère de Pangerpeton.